# Het Lageveld
Het Lageveld, ook geschreven als 't Lageveld is zowel een sportpark als een recreatiegebied gelegen aan de 2e Lageveldsweg in het Overijsselse Wierden.

## Sportpark
Sportpark 't Lageveld is de thuisbasis van de voetbalclubs SVZW Wierden, SV Omhoog en WVV Wierden. De laatste twee clubs zijn nu een fusieclub,  namelijk Juventa '12.

## Recreatiegebied
Ten noorden van het sportpark ligt, tussen de 2e Lageveldsweg en de N749, het 38 hectare grote dagrecreatiegebied Het Lageveld. Dit gebied wordt beheerd door de Regio Twente en is gesitueerd rondom een 6,5 hectare grote recreatieplas met zandstranden en ligweiden. Ook is er een bosperceel voor recreatiedoeleinden.